# Gaule Bjerg
Gaule Bjerg är ett berg i Grönland (Kungariket Danmark).   Det ligger i kommunen Sermersooq, i den södra delen av Grönland, 700 km öster om huvudstaden Nuuk. Toppen på Gaule Bjerg är 2 133 meter över havet.
Terrängen runt Gaule Bjerg är platt åt nordväst, men åt sydost är den kuperad.  Trakten runt Gaule Bjerg är nära nog obefolkad, med mindre än två invånare per kvadratkilometer. Det finns inga samhällen i närheten. Trakten runt Gaule Bjerg är permanent täckt av is och snö.